# باشگاه فوتبال کلوب نکست
باشگاه فوتبال کلوب نکست (انگلیسی: Club NXT) یک باشگاه فوتبال مستقر در روزلاره، بلژیک است که در حال حاضر در لیگ حرفه‌ای چلنجر، دومی رده لیگ فوتبال در این کشور، به رقابت می‌پردازد.
مالک این باشگاه، باشگاه فوتبال کلوب بروژ است و در حقیقت این باشگاه به عنوان تیم دوم کلوب بروژ فعالیت دارد.

## تاریخچه
در ۱ ژوئیه ۲۰۲۰، باشگاه مطرح لیگ حرفه‌ای بلژیک، کلاب بروژ اعلام کرد که آکادمی جوانان خود را به کلوب نکست تغییر نام خواهد داد. در ۱۳ اوت ۲۰۲۰ اعلام شد که تیم ذخیره کلوب برای فصل ۲۰۲۰–۲۱ در لیگ حرفه‌ای چلنجر، دومین سطح فوتبال بلژیک، بازی خواهد کرد پس از اینکه سال قبل قهرمان لیگ ذخیره‌ها شده بود.
کلاب نکست اولین بازی خود را در دسته دوم در ۲۲ اوت ۲۰۲۰ مقابل آرودی‌ام ۴۷ انجام داد. در ۳۰ اوت ۲۰۲۰، توماس وان دن کیبوس اولین گل کلوب را مقابل لامل در تساوی ۲–۲ به ثمر رساند. در فصل بعد، کلاب نکست محل بازی خانگی خود را تغییر داد. تیم جوانان بازی‌های خانگی خود را در ورزشگاه شیره‌ولده در روس‌لار، ۲۵ کیلومتر دورتر از ورزشگاه یان برایدل برگزار خواهد کرد. این ورزشگاه به «لانه» تغییر نام خواهد داد.
برای فصل ۲۰۲۲–۲۳ تصمیم گرفته شد که ۴ تیم ذخیره در لیگ چالشگر پرو شرکت کنند. براساس جایگاه نهایی در لیگ ذخیره‌ها، این بدان معنا بود که کلاب نکست بازخواهد گشت و با تیم‌های یانگ جنک، آراس‌سی‌ای فیوچرز و اس‌ال۱۶ اف‌سی همراه خواهد بود.
در ۱۵ ژوئن ۲۰۲۲، کلاب بروژ نیکی هاین را به عنوان سرمربی جدید کلاب نکست معرفی کرد. این اتفاق ۱۰ روز پس از آن افتاد که گیلین پرودهوم به عنوان مدیرعامل جداگانه کلاب نکست و کلاب یلا اعلام شد.